# Spisak poštanskih brojeva u Bosni i Hercegovini
Ovo je spisak poštanskih brojeva u Bosni i Hercegovini. Osim poštanskog broja, naveden je naziv pošte, te pripadnost jednoj od triju bosanskohercegovačkih pošta:
- HP Mostar[1]
- BH pošta[2]
- Pošte Srpske[3]

|  |  |  |  |  |  |  |  |  |  |  |  |  |  |  |  |  |  |  |  |  |  |  |  |  |  |  |  |  |  |

| [ikona] | Ovaj odeljak treba proširiti. Možete pomoći dodavanjem sadržaja. |

| [ikona] | Ovaj odeljak treba proširiti. Možete pomoći dodavanjem sadržaja. |

| [ikona] | Ovaj odeljak treba proširiti. Možete pomoći dodavanjem sadržaja. |

## Spoljašnje veze
- https://web.archive.org/web/20121020031447/http://www.post.ba/postanski_brojevi_bih.php
- https://web.archive.org/web/20130111030750/http://www.postanskibrojevi.net/bosna